# Claudio Debertolis
Claudio Debertolis (Trieste, 10 agosto 1950) è un generale e aviatore italiano dell'Aeronautica Militare, passato Segretario generale della difesa e Direttore Nazionale degli Armamenti.

## Biografia
Nato a Trieste il 10 agosto 1950. 
Nell'ottobre 1970 entra come allievo nell'Accademia Aeronautica di Pozzuoli, Corso Leone 3, e conseguito il brevetto di pilota militare, dal 1975 presta servizio presso il 22º Gruppo del 51º Stormo, esperienza che gli ha valso la qualifica di capo formazione e di istruttore di tiro e tattiche.
Passato nel 1979 al Reparto sperimentale di volo, con il grado di capitano ha ricoperto vari incarichi, tra cui quello di pilota collaudatore sperimentale, comandante della 535ª Squadriglia, capo servizio addestramento e capo servizio prove.
Nel luglio 1986 assume il comando del 311º Gruppo volo, costituito dai piloti collaudatori del Reparto, e un anno dopo viene nominato capo Ufficio operazioni del Reparto sperimentale.
Dopo questa esperienza, nel 1988 passa allo Stato maggiore dell'Aeronautica, dove svolse tra l'altro incarico di capo della 6ª Sezione armamento del 2° Ufficio sviluppo tecnico del 4º Reparto Logistico. In tale veste ha contribuito all'avvio dei programmi d'armamento dell'Aeronautica riguardanti i vari tipi di armamento guidato e la missilistica antiradar (programma AGM-88 HARM).
Nel 1994 passa quindi al Segretariato generale della difesa e direzione nazionale degli armamenti, dove arriva a ricoprire l'incarico di capo del 3° Ufficio ricerche e sviluppo.
Rientrato nel settembre del 1997 allo Stato maggiore dell'Aeronautica, vi assume l'incarico di capo del 4º Reparto Logistica, raggiungendo la promozione a generale di brigata aerea.
Maturata una notevole esperienza nel campo tecnologico, facendo parte di numerosi programmi di ammodernamento aereo, nell'ottobre 2000 viene assegnato al Comando Logistico con l'incarico di comandante della 2ª Divisione.
Nel 2003 assume quindi il ruolo di capo del 3º Reparto operazioni dello Stato maggiore dell'Aeronautica, che ha mantenuto fino al febbraio del 2006, quando riceve l'incarico di vice capo di Gabinetto del Ministero della difesa.
Viene quindi promosso generale di divisione aerea il 3 gennaio 2004 e poi generale di squadra aerea il 9 giugno 2009. Con questo grado torna al Segretariato generale della difesa e direzione nazionale degli armamenti, dove ricopre prima per 10 mesi il ruolo di vice e poi quello di responsabile a partire dal 18 gennaio 2011 fino al 10 agosto del 2013.
È transitato in riserva e dal 13 novembre 2013 svolge attività di consulenza presso Gruppo Bonzano (BCUBE ), specializzato in logistica integrata.

### Formazione
Debertolis ha conseguito la laurea in scienze diplomatiche e internazionali, ha frequentato numerosi corsi di perfezionamento e qualificazione, fra cui il 42º Corso Normale e il 54º Corso superiore di Scuola di guerra aerea a Firenze, quello di Istruttore di Tiro e Tattiche e il Corso di Collaudatore e Sperimentazione presso la United States Test Pilot School di Edwards (California).

### Periodici
- Il generale Claudio Debertolis Segretario generale della Difesa/DNA, in UNUCI, n. 1/2, Roma, Unione Nazionale Ufficiali in Congedo d'Italia, gennaio-febbraio-marzo 2011,  p. 4.